# Georges Kordahi
George Kurdahi ou Georges Kordahi, né le 1er mai 1950 à Faitroun, est un journaliste et un homme politique libanais. 

## Biographie

### Famille et formation
Kurdahi naît dans le village de Faitroun, dans la caza de Kesrouan, au Mont Liban. Il est diplômé en droit et en sciences politiques de l'Université libanaise. Il est marié et a trois enfants, Gabriel, Pamela et Patricia.

### Journaliste puis présentateur TV
Il commence sa carrière à la télévision d'Etat libanaise comme journaliste. Il travaille ensuite pour le journal San Hal, avant de rejoindre l'équipe de Radio Monte Carlo à Paris en 1979. Il y reste jusqu'en 1992, occupant notamment le poste de rédacteur en chef de la station de radio. Après cela, Kurdahi devient alors rédacteur en chef de la radio Paris Al-Sharq, où il passe deux ans. En 1994, il rejoint la radio Middle East Broadcasting Center sur le site de  Londres, alors qu'elle connait une situation difficile. Il retourne à MBC1 et apparaît de nouveau dans le programme "Qui veut gagner des millions ?" Le prix permet au gagnant de remporter 1 million de riyals saoudiens. Kurdahi a remporté plusieurs prix et titres, comme le Mirkis Award for Best Media in the Arab World en 2007.

### Autres fonctions
Kurdahi est ambassadeur de bonne volonté du PNUE et ambassadeur d'Interpol contre le crime. Il a lancé une marque de parfums et eaux de Cologne à son nom.
Le 10 septembre 2021, George Kurdahi est nommé ministre de l'Information du Liban, dans le gouvernent de Najib Mikati.
Il est exclu du gouvernement libanais en décembre 2021 sous la pression de l'Arabie saoudite et de la France, qui lui reprochaient d'avoir pris position contre la guerre au Yémen et défendu les rebelles houthis.